# Backskafting
Backskafting (Brachypodium pinnatum) är ett flerårigt cirka en meter högt gräs i släktet skaftingar. Den sprider sig ofta till stora bestånd med hjälp av utlöpare.
Äldre namn på backskafting är spärrlosta och axlosta.
Vippan på backskaftingen är mycket enkelt uppbyggd. Småaxen är placerade ett och ett längs en gemensam huvudaxel. Under blomningen är småaxen utspärrade eller något nedböjda.
Backskaftingen är ganska ovanlig och förekommer mestadels på torr ängsmark, helst i skugga. Den växer med enstaka, raka och styva strån av nära 1 meters höjd. I Norden är dess norrgräns Uppland, Värmland och Valdres samt sydliga Finland.
Gräsfrukten är liksom halvgräsens frukt torr och enfröig, det vill säga nötlik, men fruktväggen är tunn, hinnaktig och vidvuxen fröskalet. Detta slags frukt kallas efter denna hinna hinnfrukt. Vid basen finns en liten avlång kropp, infogad på samma sätt som nageln på ett finger som är fröets växtanlag eller grodd. Denna kan ses igenom den tunna fruktväggen. Resten av fröet är frövita (den del som vid ett sädeskorns malning lämnar mjölet).